# Rey de Sumeria y Acad

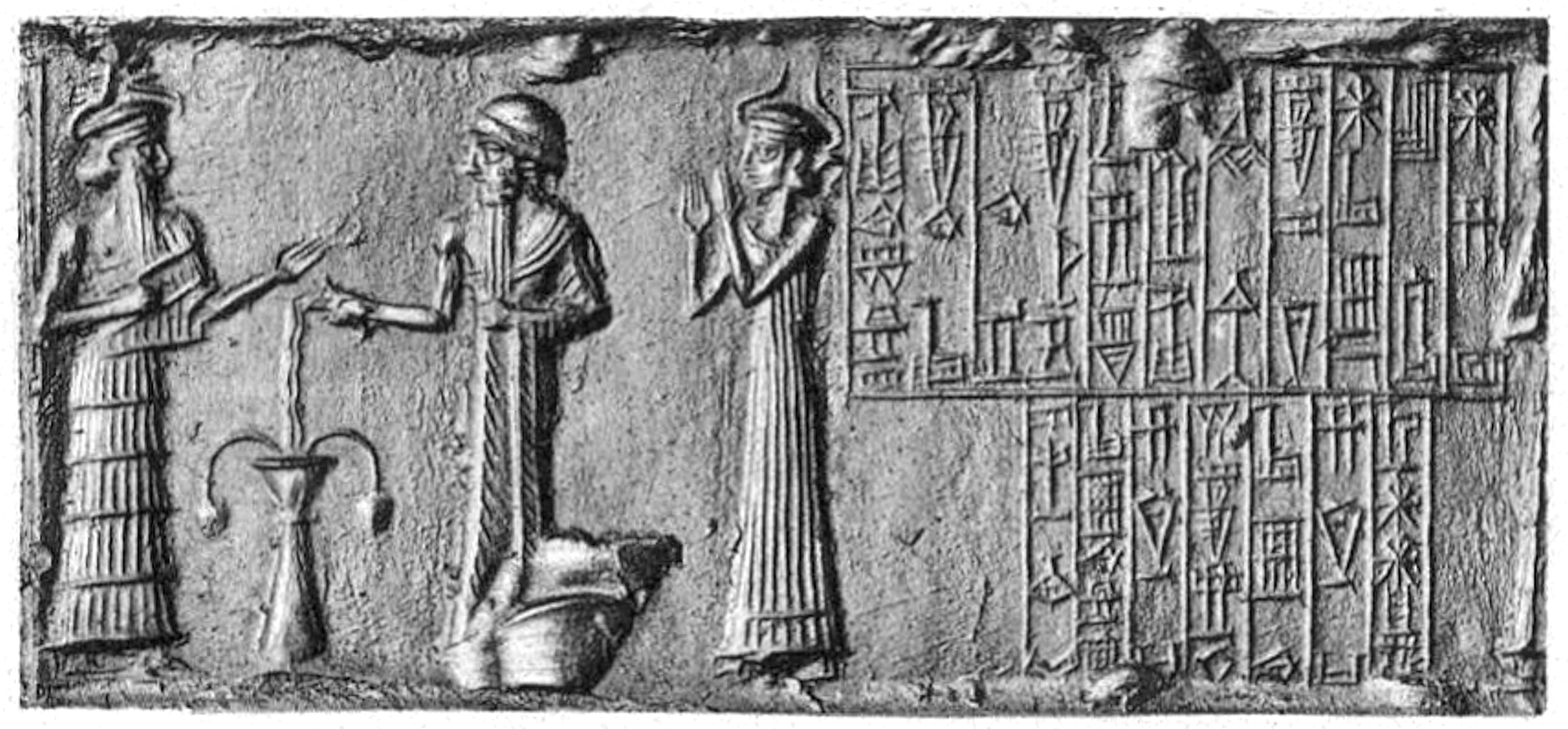
Sello cilíndrico de Shulgi de la Ur (r. <c. 2094-2047 a. C.). La inscripción reza: «A Nuska, ministro supremo de Enlil, su rey, por la vida de Shulgi, héroe fuerte, rey de Ur, rey de Sumer y Acad».

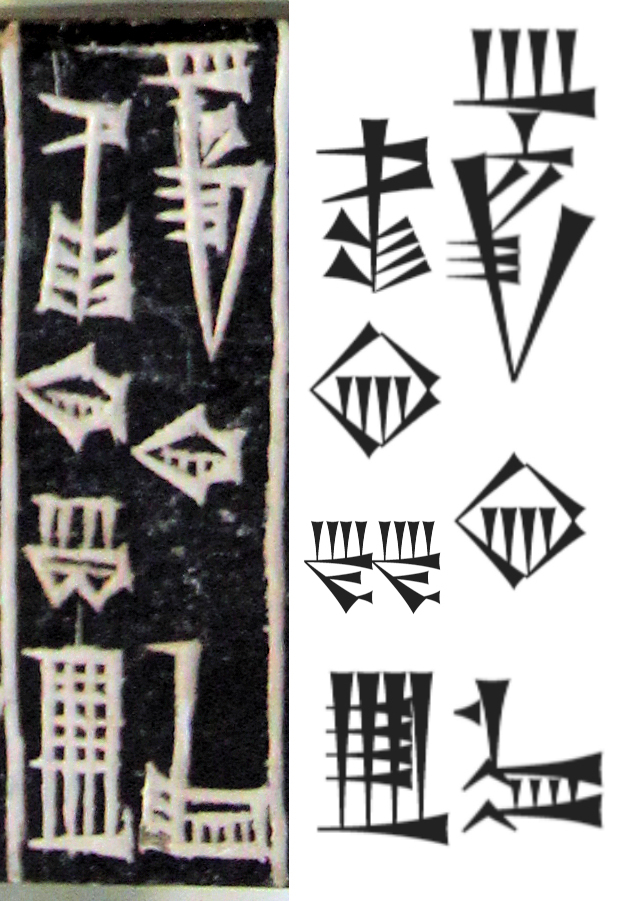
Inscripción cuneiforme Lugal Kiengi Kiuri, "Rey de Sumer y Acad", en un sello de Shulgi (r. Circa 2094–2047 a. C.). El ke_{4} final es la combinación de -k (caso genitivo) y -e (caso ergativo)..

Rey de Sumer y Acad (en cuneiforme 
𒈗𒆠𒂗𒄀𒆠𒌵
lugal-ki-en-gi-ki-uri, en idioma acadio: šar māt Šumeri u Akkadi) era un título real de la antigua Mesopotamia que combinaba los títulos de "Rey de Acad", el título gobernante que ostentaban los monarcas del Imperio acadio (2334-2154 a. C.) con el título de "Rey de Sumer". El título reivindicaba simultáneamente el legado y la gloria del antiguo imperio que había fundado Sargón de Acad (r. 2334-2279 a. C.) y expresaba la pretensión de gobernar la totalidad de Mesopotamia inferior (compuesta por las regiones de Sumer en el sur y Acad en el norte). A pesar de que ambos títulos, "Rey de Sumer" y "Rey de Acad", habían sido utilizados por los reyes acadios, el título no se introdujo en su forma combinada hasta el reinado del rey neosumerio Ur-Nammu (circa 2112-2095 a. C.), que lo creó en un esfuerzo por unificar las partes sur y norte de Mesopotamia bajo su dominio. Los propios reyes acadios más antiguos podrían haberse opuesto a unir Sumer y Acad de tal manera.
En siglos posteriores de la historia de Mesopotamia, cuando los principales reinos eran Asiria y Babilonia, el título era utilizado sobre todo por los monarcas de Babilonia, ya que gobernaban Mesopotamia inferior. Para los reyes asirios, el título se convirtió en una afirmación formal de autoridad sobre la ciudad de Babilonia y sus alrededores; solo aquellos gobernantes asirios que realmente controlaban Babilonia utilizaban el título y cuando Asiria perdió definitivamente el control de Babilonia en favor del Imperio neobabilónico, los gobernantes de ese imperio comenzaron a utilizarlo en su lugar. El último rey que se proclamó rey de Sumer y Acad fue Ciro II el Grande (r. circa 559-530 a. C.) del Imperio aqueménida, que asumió varios títulos tradicionales mesopotámicos tras su conquista de Babilonia en 539 a. C.

## Historia

### Antecedentes (2334-2112 a.C.)

El Imperio acadio en su apogeo bajo Naram-Sin (r. circa 2254-2218 a. C.).

En los siglos XXIV y XXIII a. C., Sargón I de Acad estableció el primer gran imperio mesopotámico conocido, conocido como Imperio acadio por su capital Agadé. Aunque su imperio se extendía a lo largo y ancho, una de sus regiones más importantes era Sumer, las partes meridionales de Mesopotamia inferior, donde las ciudades-Estado habían competido entre sí por el dominio universal durante siglos. Como tal, los títulos reales utilizados por Sargón y sus sucesores acadios fueron Rey de Acad (en acadio: šar māt Akkadi) y Rey de Sumer (acadio: šar māt Šumeri). Los reyes acadios también introdujeron algunos títulos reales honoríficos adicionales, incluyendo el de Sargón "Rey del Universo" (šar kiššatim) y el de Naram-Sin (nieto de Sargón) "Rey de los Cuatro Rincones del Mundo" (šar kibrāt erbetti). La unión política de Sumer y Acad bajo el Imperio acadio, el mayor imperio que el mundo había visto hasta entonces, se consideró un acontecimiento monumental incluso en la época contemporánea, y tanto Sargón como Naram-Sin se convirtieron pronto en figuras legendarias que aparecerían con frecuencia en posteriores debates mesopotámicos sobre historia.
Durante el reinado del hijo de Naram-Sin, Shar-Kali-Sharri (r. circa 2217-2193 a. C.), el Imperio acadio comenzó a derrumbarse como resultado de una sequía generalizada y una invasión de los nómadas gutis.  En los años 2100 a. C., los gutis destruyeron la ciudad de Agadé y suplantaron a la dinastía sargónica gobernante con su propia línea de reyes de Sumer.ia La llamada dinastía guti no duró mucho, habiendo sido completamente expulsada hacia el 2112 a. C., reemplazados como gobernantes de Sumer por los reyes de Ur, que fundaron un nuevo período de la civilización sumeria conocido como la tercera dinastía de Ur o Imperio neosumerio.

### Creación del título (2112-1717 a.C.)

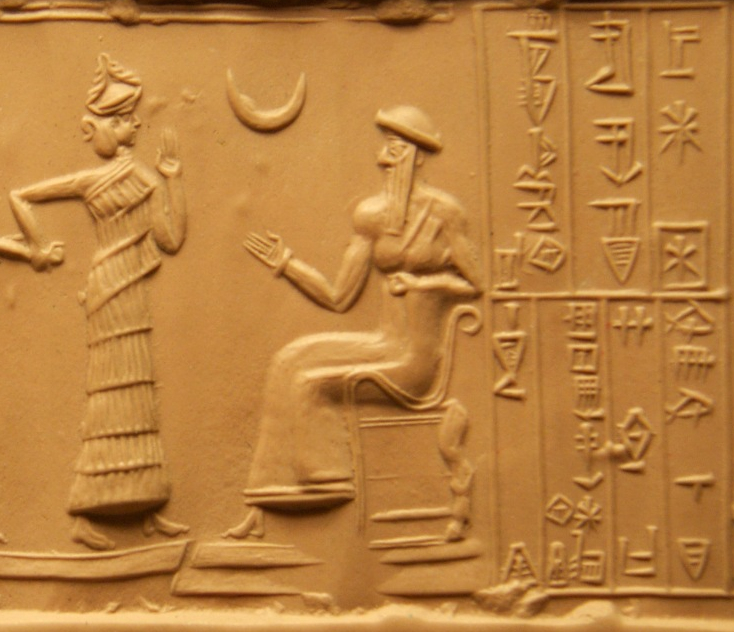
Representación de un Ur-Nammu entronizado de la Ur (r. c. 2112-2095 a. C.) en uno de sus sellos cilíndricos. Ur-Nammu introdujo el título de Rey de Sumer y Acad para afirmar su dominio sobre la totalidad de Mesopotamia inferior.

El fundador de la tercera dinastía de Ur, el rey Ur-Nammu (r. circa 2112-2095 a. C.) combinó los antiguos títulos reales acadios "Rey de Acad" y "Rey de Sumer" para crear el título combinado de "Rey de Sumer y Acad" (acadio: šar māt Šumeri u Akkadi ) en un esfuerzo por unificar las partes sur y norte de Mesopotamia inferiro bajo su dominio (en su época, "Acad" se habría asociado con el norte y no solo con la ciudad en ruinas) y proclamar la reunificación de Sumer y Acad.  Aunque los dos títulos que formaban el título combinado habían sido utilizados por los reyes acadios, el doble título era nuevo. Algunos estudiosos sugieren que Sargón I de Acad se había opuesto explícitamente durante su reinado a vincular Sumer y Acad de tal manera.
En Mesopotamia existían precedentes de títulos dobles de este tipo. A finales del Período Dinástico Arcaico, los títulos dobles se utilizaban a veces para expresar el control sobre toda Sumer; los títulos solían incluir o aludir a las ciudades de Uruk y Ur. En esta época, los títulos especiales, como el atestiguado "Señor de Sumer y Rey de la nación", solían ser exclusivos de un solo gobernante y, en la mayoría de los casos, se repetía la palabra "rey" (o un equivalente), como en el atestiguado "Rey de Uruk y Rey de Ur", utilizado por los reyes Lugal-kinishe-dudu y Lugal-kisalsi (ambos circa 2400 a. C.). Antes de la creación de títulos como Rey de Sumer, Rey de Sumer y Acad y honorarios más jactanciosos como Rey de los Cuatro Rincones del Mundo y Rey del Universo, no existían títulos que designaran a un gobernante regional y lo especificaran como más poderoso que el gobernante de una simple ciudad, la mayoría de los títulos seguían el formato de ""Rey de" + nombre de la ciudad".
Ur-Nammu podría más bien haber tomado prestada la idea del título combinado del rey hurrita Atal-shen, que habría gobernado en la tierra de Subartu en las décadas inmediatamente anteriores al propio reinado de Ur-Nammu. El título de Atal-shen era "Rey de Urkis y Nawar", un título que combina los nombres de dos ciudades distantes entre sí para reclamar el gobierno sobre toda la tierra intermedia (por ejemplo, Subartu). Ur-Nammu fue reconocido por el sacerdocio en Nippur, una ciudad religiosamente importante, con el título de "Rey de Sumer y Acad" y coronado como soberano de las dos tierras que rodean Nippur "a derecha e izquierda". Aunque el título sólo está bien testimoniado para Ur-Nammu y su hijo Shulgi (r. c. 2094-2047 a. C.), fue el principal título real de la tercera dinastía de Ur, junto con el de "Rey de Ur". El título continuó actuando como un importante título real a lo largo del gobierno de la sucesiva Dinastía de Isin (circa 1953-1717 a. C.), muchos de sus gobernantes usaron el título, después del colapso de la Tercera Dinastía de Ur. Es posible que su uso continuado se debiera a que la región septentrional de Acad en Mesopotamia obtuvo algún tipo de ventaja socioeconómica sobre la región meridional de Sumer.

### Reyes babilonios y asirios (1728-539 a.C.)

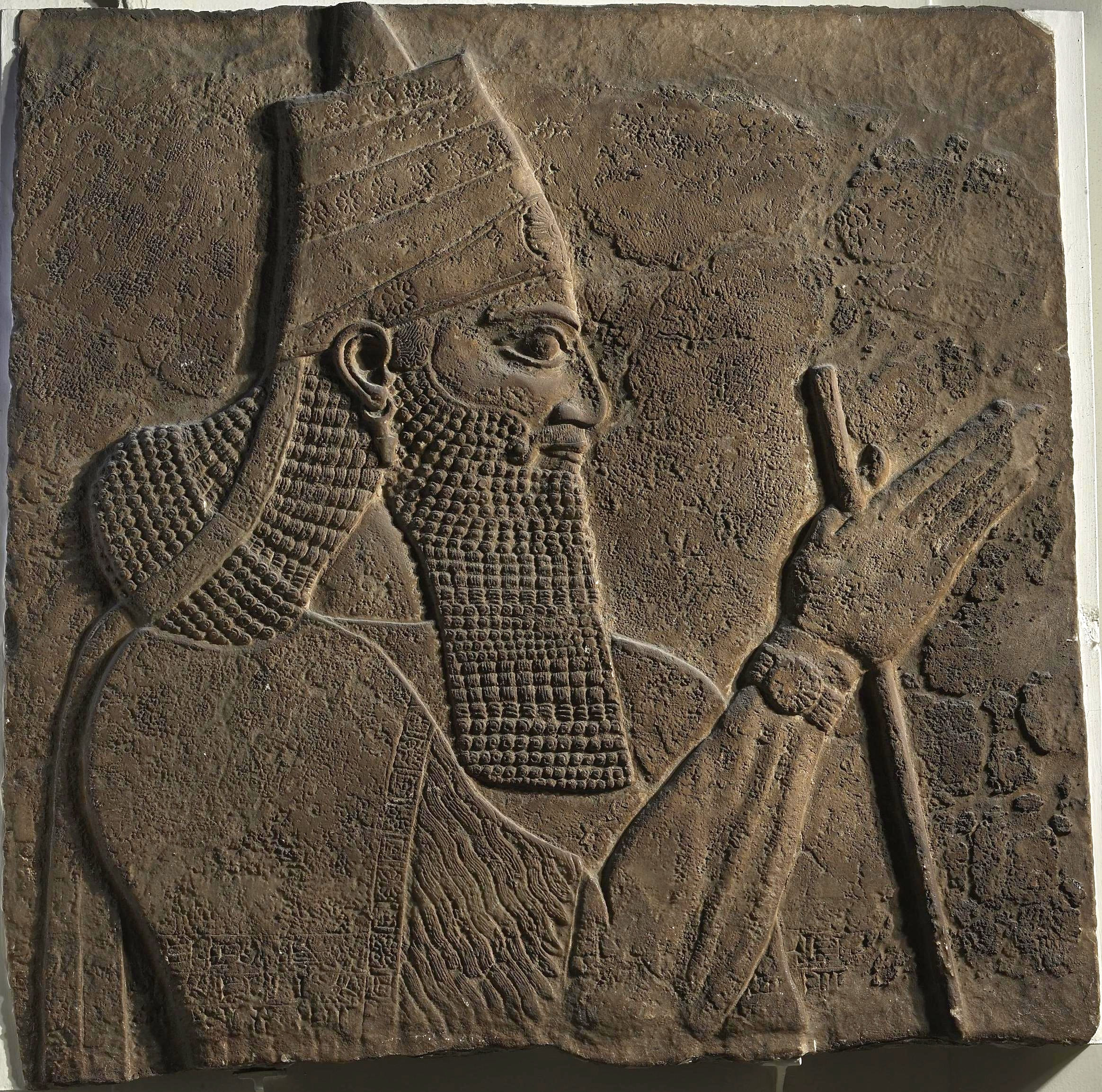
Tiglatpileser III (r. circa 745-727 a. C.) en una estela de los muros de su palacio (actualmente en el Museo Británico). Tiglatpileser fue el primer rey de Asiria en siglos (a excepción de una reclamación de Shamshiadad V) que utilizó el título de rey de Sumer y Acad tras su conquista de Babilonia.

Tras el colapso de la dinastía de Isin, el rey Rim-Sin I de Larsa (r. circa 1758-1699 a. C.) reclamó su legado, pero pronto fue derrotado por Hammurabi de Babilonia (r. circa 1728-1686 a. C.) que conquistó el considerable reino que gobernaba Rim-Sin (que incluía ciudades prominentes como Uruk y la anterior capital Isin). A través de la conquista directa o forzando a otros Estados a pagar tributo, Hammurabi extendió el dominio babilónico por toda Mesopotamia y, aunque su reinado temprano puede caracterizarse como una especie de monarquía dual, gobernando tanto Sumer como Acad como entidades más o menos separadas, sus conquistas hacia el noreste y el norte vieron la formación de un verdadero imperio, que no permanecería intacto bajo sus sucesores. Como parte de la formación de su imperio, Hammurabi tomó el tradicional título gobernante de Rey de Sumer y Acad, que tras su reinado aparece esporádicamente en los titularios de los reyes babilonios hasta el siglo VIII a. C.
Aparte de los reyes babilonios, los gobernantes asirios que lograron conquistar y controlar Babilonia y Sumer también utilizaron el título de Rey de Sumer y Acad. El primer rey asirio que lo consiguió fue el asirio medio Tukultininurta I (r. {244-1208 a. C.). Después de su reinado, Babilonia recuperó rápidamente la independencia y, como tal, el título no sería utilizado por un gobernante asirio durante quinientos años (a excepción de ser reclamado por Shamshiadad V, c. 824-811 a. C., que en realidad no controló Babilonia) hasta que Babilonia fue reconquistada bajo Tiglath-Pileser III (r. c. 745-727 a. C.). Tras el reinado de Tiglatpileser III, Babilonia volvió a rebelarse y su hijo Sargón II (r. circa 722-705 a. C.) también se vio obligado a reconquistarla una vez más, utilizando el título sólo tras su victoria. Por razones desconocidas, el heredero de Sargón II Senaquerib descartó el título, pero a su vez fue reintroducido por el heredero de Senaquerib Asarhaddón.
A la luz de las conquistas meridionales del Imperio neoasirio, los títulos y epítetos meridionales, incluido el de rey de Sumer y Acad, habrían sido importantes para afirmar el control. El título permitía al rey asirio alinearse tanto con la cultura acadia como con la sumeria. Al referirse "Sumer" a las regiones costeras del sur de Mesopotamia y Acad a las partes septentrionales del sur, el título reivindicaba el control sobre toda Mesopotamia inferior. Para los asirios, el título no sólo era una reivindicación del prestigio y el legado de Sargón I de Acad y el Imperio acadio, sino también una afirmación formal de la soberanía sobre Babilonia. Después de que el Imperio neoasirio perdiera definitivamente el control sobre Babilonia con la fundación del Imperio neobabilónico, los reyes asirios dejaron de utilizar el título. En su lugar, el primer rey neobabilonio, Nabopolasar (r.  626-605 a. C.), adoptó el título de "Rey de Sumer y Acad". El título siguió siendo utilizado por los monarcas del Imperio neobabilónico hasta su caída.

### Ciro II el Grande (539 a.C.)
En el año 539 a. C., Ciro II el Grande, fundador del Imperio aqueménida, conquistó la ciudad de Babilonia y puso fin formalmente al Imperio neobabilónico. Como parte de su conquista, Ciro creó un depósito de cimentación para ser enterrado en las murallas de Babilonia, hoy conocido como Cilindro de Ciro, con texto escrito en escritura cuneiforme acadia. En el texto del cilindro, Ciro asume varios títulos tradicionales mesopotámicos, incluidos los de "Rey de Babilonia", "Rey de Sumer y Acad" y "Rey de los Cuatro Rincones del Mundo".
La mayoría de los títulos mesopotámicos adoptados por Ciro, excepto el de "Rey de Babilonia", no se utilizaron más allá de su propio reinado, pero se siguieron adoptando otros títulos mesopotámicos similares. El popular título regio "Rey de Reyes" (traducido šar šarrāni en acadio), utilizado por los monarcas de Irán hasta la Edad Moderna, fue originalmente un título introducido por el asirio Tukulti-Ninurta I en el siglo XIII a. C., el mismo rey asirio que había conquistado Babilonia por primera vez.. El título de "Rey de las Tierras", también utilizado por los monarcas asirios desde al menos Salmanasar III (r. 859-824 a. C.), fue también adoptado por Ciro y sus sucesores.

## Lista de reyes de Sumer y Acad
Reyes de Sumer y Acad en la Tercera Dinastía de Ur
Introducido por Ur-Nammu, el título de Sumer y Acad fue un importante título real durante la Tercera Dinastía de Ur.
- Ur-Nammu (r. 2112–2095 a. C.)[13][11]
- Shulgi (r. 2094–2047 a. C.)[13][11]
- Amar-Sin (r. 2046–2038 a. C.)[13]
- Shu-Sin (r. 2037–2029 a. C.)[13]
- Ibbi-Sin (r. 2028–2004 a. C.)[13]

Reyes de Sumer y Acad en la Dinastía de Isin
Rey de Sumer y Acad continuó siendo el principal título real que reclamaba la realeza sobre Mesopotamia en la dinastía de Isin.
- Ishbi-Erra (r. 1953–1920 a. C.)[13]
- Shu-Ilishu (r. 1920–1900 a. C.)[13]
- Iddin-Dagan (r. 1900–1879 a. C.)[13]
- Ishme-Dagan (r. 1879–1859a. C.)[13]
- Lipit-Eshtar (r. 1859–1848a. C.)[13]
- Ur-Ninurta (r. 1848–1820 a. C.)[13]
- Bur-Sin (r. 1820–1799 a. C.)[13]
- Lipit-Enlil (r. 1799–1794 BC)[13]
- Erra-Imitti (r. 1794–1786 a. C.BC)[13]
- Enlil-bani (r. 1786–1762 a. C.)[13]
- Zambiya (r. 1762–1759 a. C.)[13]
- Iter-Pisa (r. 1759–1755 a. C.)[13]
- Ur-Dul-Kuga (r. 1755–1751 a. C.)[13]
- Sin-Magir (r. 1751–1740 a. C.)[13]
- Damiq-ilishu (r. 1740–1717 a. C.)[13]

Reyes de Sumer y Acad en Larsa
Reclamado por Hammurabi tras su conquista de Mesopotamia, el título fue utilizado esporádicamente por los reyes babilonios hasta el 700 a. C.. Algunos reyes que utilizaron el título son:
- Hammurabi (r. 1728–1686 a. C.)[13]
- Karaindash (c. 1410 a. C.)[24]

Reyes de Sumer y Acad en el Imperio Asirio Medio
Tukultininurta I fue el único rey asirio medio que ocupó Babilonia y, como tal, el único que asumió el título.
Reyes de Sumer y Acad en el Imperio neoasirio
Con la excepción de Shamshiadad V, el título sólo fue utilizado por los gobernantes neoasirios que realmente controlaban Babilonia.
- Shamshiadad V] (r. 824–811 a. C.)[15]
- Tiglatpileser III (r. 745–727 a. C.)[13]
- Salmanasar V (r. 727–722a. C.)[25]
- Sargón II (r. 722–705 a. C.)[13]
- Asarhaddón (r. 681–669 a. C.)[13]
- Asurbanipal (r. 669–631 a. C.)[26]
- Shamash-shum-ukin (rey neoasirio de Babilonia, r. 668–648 a. C)[27]

Reyes de Sumer y Acad en el Imperio neobabilónico
Tras recuperar la independencia, los gobernantes de Babilonia siguieron utilizando el título.
- Nabopolasar (r. 626–605 a. C.)[3][17]
- Nabucodonosor II (r. 605–562 a. C.)[3]
- Evilmerodac (r. 562–560 a. C.)[3]
- Neriglisar (r. 560–556 a. C.)[3]
- Labashi-Marduk (r. 556 a. C.)[3]
- Nabonido (r. 556–539 a. C.)[3]

Reyes de Sumer y Acad en el Imperio aqueménida
- Ciro II el Grande (r. 559-530 a. C.), reclamó el título en 539 a. C..